# 현금인출카드

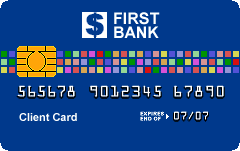
현금인출카드의 예

현금인출카드(한자:現金引出-, 영어: ATM card)는 은행 현금 자동 입출금기에서 현금 입·출금과 송금 등의 작업을 할 수 있게 하는 카드로 자신의 계좌가 개설된 은행에서 발급한다. 입·출금과 송금을 은행 창구에 가서 해야하는 번거로움을 덜어주며, 현금 자동 입출금기에서 송금할 때가 창구에서 송금할 때에 비해 수수료가 저렴하다.
해당 발급 은행의 현금 자동 입출금기가 아닌, 다른 은행 현금 자동 입출금기를 이용해서 입·출금, 송금도 가능하지만, 소정의 수수료가 추가로 발생한다. 보통 직불카드, 체크카드, 신용카드와 달리 결제 기능은 갖추고 있지 않았으나, 2012년 11월 21일부터 일부 가맹점에서 순수 현금카드를 이용하여 대금 결제가 가능하게 되었다. 보통 은행에서 직불카드, 체크카드, 신용카드 등을 발급받으면 현금카드 기능을 같이 탑재하기도 한다. 또한, 휴대폰의 SIM 카드에도 현금카드 기능을 탑재할 수 있었다.

## 국제 현금 직불카드
외국에서는 한국처럼 현금 자동 입출금기에서 현금 입·출금, 송금만 할 수 있는 현금인출카드 개념과 달리, 결제기능이 갖춰진 직불카드를 많이 사용한다. 현재 대한민국 대부분의 은행에서 보급된 현금인출카드는 국내 현금 자동 입출금기 전용이며, 외국에서는 사용이 불가하다.
따라서, 외국에서 국내 은행의 현금카드처럼 인출이 가능한 카드가 필요하다면, 은행에서 국제 현금 직불카드를 발급받아야 한다. 국제 현금 직불카드는 국제 전 세계 대부분의 국제공항과 시내 현금 자동 입출금기에서 사용할 수 있다. Maestro, Cirrus로고가 있는 국제 현금 직불카드는 해외 Maestro 직불 가맹점에서 사용할 수 있는 해외직불카드 기능도 갖추고 있다. 또한 비씨카드는 국내전용카드도 미국, 중국 내 CD기에서 사용이 가능하다. 일부 은행의 경우 비자카드와 제휴를 하여 PLUS ATM이나 VISA Interlink 직불가맹점에서 사용할 수 있다. 또한 대한민국 금융결제원에서 운영하는 EXK가 있다.
국제 현금 직불카드는 국내 계좌에 예치된 원화로 현지에서 인출 시 자동으로 현지 화폐로 인출되고, 직불카드 기능과 보안성이 있어서 현금에 비해 편리하고 안전하다는 장점이 있다.

## 대한민국

### 현금카드 결제 서비스
대한민국에서 2012년 11월 21일부터 현금카드를 이용한 결제 서비스를 실시하였다.
현금카드 결제 서비스는 대한민국의 모든 은행과 증권사와 금융결제원, VAN사들이 함께 제공하는 은행공동 결제 서비스이다. 기존의 직불카드 또는 체크카드와 같이 결제 즉시 연결 계좌에서 결제 금액이 인출된다. 새롭게 카드를 발급받을 필요 없이, 가지고 있던 현금카드를 그대로 가맹점에서 대금 결제 용도로 사용할 수 있다. IC카드를 사용하기 때문에 복제가 어렵고, 비밀번호를 입력하여 서명 거래에 비해 보다 보안성이 높다. 신세계 계열사에서 현금카드 결제를 많이 장려하는 편이며, 현금카드 결제는 직불카드 사용의 하나로 취급하지만 직불카드와 다른점은 현금카드 결제는 현금지급(CD)망을 사용한다.
결제 가능 유통사
- 신세계그룹 계열사[4]
  - 신세계백화점(천안아산점 제외)
  - 이마트
  - 이마트 트레이더스
  - 이마트 에브리데이
  - 스타벅스코리아
  - 이마트24

- 롯데그룹
  - 롯데마트
  - 롯데마트 빅마켓

- 농협유통 계열사
  - 하나로클럽
  - 하나로마트

- 백화점
  - 신세계백화점(신세계그룹 계열사, 천안아산점 제외)
  - 대구백화점
  - 현대백화점
  - AK플라자
  - 그랜드백화점
  - 행복한세상백화점
- 대형 유통점
- 세이브존

- 교보그룹유통
  - 교보문고
  - 핫트랙스

- ABC마트
- 편의점
  - CU
  - 이마트24(신세계그룹 계열사)
- 메가마트

- 다이소

## 범죄
예금주인 현금카드 소유자로부터 일정액의 현금을 인출해 오라는 부탁과 함께 현금카드를 건네받았는데 그 위임받은 금액을 초과한 현금을 인출하였다면 컴퓨터 등 사용사기죄가 성립한다.

## 같이 보기
- 신용카드
- 직불 카드
- 체크카드